# Herb

Herb z godłem Polski

Herb – heraldyczny projekt wizualny umieszczony na tarczy, również znak rozpoznawczo-bojowy, wywodzący się z symboliki heroicznej lub znaków własnościowych. Od XII w. ustalany według ścisłych reguł heraldycznych, pełniący funkcję wyróżnika pojedynczej osoby, stanu rycerskiego (później szlacheckiego w formie rodów arystokratycznych). Herby mogły posiadać także rodziny, organizacje kościelne, mieszczańskie bądź cech rzemieślniczy, korporacje, miasta, jednostki podziału terytorialnego lub państwa. Funkcjonowały również jako unikalny emblemat organizacji, szkół czy uniwersytetów.
Jeśli poszukujesz informacji o polskich herbach rodowych, zobacz artykuł: herb szlachecki.

## Etymologia
W Polsce, podobnie jak w reszcie Europy, herb określano słowem arma, pochodzącym z łaciny. Jego polski odpowiednik odnalazł historyk, Joachim Lelewel, w słowie „zbrojba”, które oznaczało uzbrojenie, odnoszące się do tarczy. Używano również łacińskich słów insignia oraz clenodium. Clenodium spolszczono do słowa „klejnot” i od XIII w. do XVIII w. używano powszechnie jako określenie słów herb i godło. W ten sposób określano również sygnet posiadający wizerunek herbu jego właściciela. Właścicieli herbów określano mianem herbownych, którzy od wspomnianego wcześniej słowa „klejnot” nosili również nazwę „klejnotnych”. Od XV wieku stopniowo wprowadzano określenie „herb”, będące spolszczeniem czeskiego słowa „erb”, pochodzącym od niemieckiego „erbe” (pol. dziedzictwo). Na stałe do polskiego słownictwa słowo „herb” weszło dopiero w XVIII wieku.

## Historia powstania herbów

### Historia herbów
Niemal w każdym wieku i na całej kuli ziemskiej, można doszukiwać się charakterystycznych znaków, mających za zadanie odróżnić pewne jednostki lub grupy od pozostałych. Początków powstania czegoś na wzór obecnych herbów można doszukiwać się w Grecji, kiedy to tamtejsi rzeźbiarze umieszczali na monetach lub pomnikach wyróżniające ich od innych znaki; można było porównać je również do pieczęci czy herbowych znamion. W Afryce wzajemnie zawzięte w nienawiści pokolenia różnych szczepów odznaczały się na czole i ciele różnobarwnymi znamionami, porównywalnymi do klejnotów rodu, mającymi za zadanie odznaczeniem się ich krwi od innej. W Imperium Rzymskim odpowiednicy dzisiejszych rycerzy nosili na pierścieniach swoje rodzinne znaki, a u Galów i innych północnych ludów chorągwie i tarcze posiadały znaki osobiste lub odnoszące się do pokoleń.
Wizerunki herbów na tarczy herbowej istniały już w XII wieku, bo właśnie wtedy we wszystkich krajach herby zaczęły się pojawiać jako wizerunki pieczęci. Wiek ten był również okresem rozkwitu przemian godeł, chorągwi i tarcz w postaci herbowe. W XIII i XIV wieku, herby wiodły już rycerzy do walki. W wieku XIV zaczęły przypominać swą obecną formę, tj. na tarczy herbowej pojawił się hełm herbowy oraz godła herbowe, będące odpowiednikiem godeł, malowanych wcześniej na tarczach rycerskich.

### Historia herbów w Polsce
Do Polski herby przybyły w XIII wieku z zachodu Europy, przez Czechy i Śląsk. U swoich korzeni czerpały właściwości z wzorca zachodniego, choć nigdy nie porzucono wpływów kultury ojczystej. Można to zauważyć chociażby w sztuce blazonowania, czyli opisywania herbu wedle ustalonych reguł. Posługiwano się określeniami z języka francuskiego, lecz nadal pozostały określenia: wręby, krzywaśń, łękawica, krzyż (może być zaćwieczony), księżyce (mogą do siebie zwracać się barkami) itp.   
Herby miejskie w Polsce powstawały z inicjatywy rady miejskiej lub wójta, następnie z tzw. przywilejów herbowych nadawanych miastom przez władców. W XV w. zaczęto się posługiwać spolszczonym czeskim słowem erb (pochodzącym z niemieckiego Erbe, czyli dziedzictwo). Po upadku Rzeczypospolitej zaborcy usuwali herby, zastępując je godłem państwowym. W okresie międzywojennym herbami miejskimi zajęło się Ministerstwo Spraw Wewnętrznych wraz z Ministerstwem Wyznań Religijnych i Oświecenia Publicznego. Do 1939 roku zatwierdzono 104 herby miast. Po II wojnie herbami nikt się prawnie nie zajmował. Dopiero w 1978 roku uchwalono ustawę o odznakach i mundurach, która zezwalała na ustanawianie herbów miejskich i wojewódzkich. Ustawa z 8 marca 1990 roku o samorządzie terytorialnym przyznała prawo do posiadania herbu wszystkim gminom, upoważniając radę gminy do jego ustalenia. Zabrakło w niej jednak jakichkolwiek przepisów wykonawczych, dlatego w polskiej heraldyce terytorialnej przez pewien czas panowała całkowita dowolność. Obecnie nad prawidłowym kształtem herbu i innych symboli i insygniów gminnych czuwa Komisja Heraldyczna przy ministrze spraw wewnętrznych i administracji   .

## Rodzaje herbów

### Herb rodowy
Znaki dziedziczne w polskim rodzie szlacheckim świadczyły o przynależności do danego rodu i wyróżniały jego członków . W Polsce na kilkaset tysięcy rodów szlacheckich przypadało ok. 4000 herbów. Zakłada się, że rody o tym samym herbie miały w przeszłości wspólne pokrewieństwo, ale niekoniecznie było to regułą , przykładowo podczas unii horodelskiej, doszło do przypisania 47 polskich herbów, bojarom wyznania rzymskokatolickiego, pochodzącym z Litwy, rozpoczynając w ten sposób stan szlachecki w tamtej krainie .

### Herb mieszczański
Herby mieszczańskie są herbami noszonymi przez osoby z mieszczańskiej klasy społecznej (zwykle nazywanej burżuazją) Europy od czasów średniowiecza. Z definicji jednak termin ten jest obcy brytyjskiej heraldyce, która kieruje się innymi zasadami. W Europie, używanie herbów przez mieszczan i rzemieślników rozpoczęło się w XIII wieku.
W niektórych krajach europejskich wizerunki herbów zostały tradycyjnie ograniczone do określonej klasy społecznej (najczęściej szlachty), np. używanie trzymaczy w Wielkiej Brytanii, tynktur w Portugalii czy pewnego rodzaju koron w Szwecji. Niezależnie od tego, w większości krajów poza Wielką Brytanią, każda osoba, rodzina i społeczność mają zwykle swobodę w przyjmowaniu herbu i używaniu go według własnego uznania, pod warunkiem, że powstrzymują się przed bezprawnym przyjęciem herbu innej osoby. Herby duchowieństwa są klasyfikowane jako heraldyka kościelna.

### Herb chłopski
Herb chłopski był używany przez rodziny chłopskie lub pojedyncze osoby tego stanu, należące do grup tzw. chłopów wolnych . Występował głównie w krajach o istniejącej warstwie bogatego wolnego chłopstwa, Szwajcarii, niektórych krajach niemieckich (Fryzja, Dolna Saksonia) i Holandii. Prawo używania herbów miały także rodziny chłopskie w Portugalii, pod warunkiem nieużywania w swych herbach tynktur złotej i srebrnej  . Podstawowymi znakami rozpoznawczymi takich herbów były zazwyczaj narzędzia gospodarskie lub rośliny rolnicze .

### Herb narodowy
Herb narodowy to symbol, który odznacza niezależne państwa, ustalonym według określonych reguł heraldycznych.

### Herb miejski
Herby miejskie są charakterystycznymi znakami miejskiej wspólnoty samorządowej, skonstruowanymi na wzór znaku terytorialnego według określonych reguł heraldycznych. W Polsce herby miast mogą być tworzone zgodnie z ustawą z dn. 21 grudnia 1978 r. o odznakach i mundurach . Herby miejskie zaczęły kształtować się wraz z prawem miejskim w II połowie XIII w. Ich wizerunki umieszczano, początkowo bez tarcz herbowych, na pieczęciach miejskich, dopiero później stopniowo niektóre z nich stawały się prawdziwymi, w pełni ukształtowanymi herbami.

### Herb korporacji
Herbem korporacji posługiwała się dana korporacja, czasem również osoby do niej należące, zazwyczaj w formie pieczęci. Stosowany też na sztandarach, drukach, dekoracjach, odznakach itp. Używany był w średniowieczu m.in. przez uniwersytety, cechy rzemieślnicze, instytucje kościelne (kapituły, opactwa, zakony rycerskie itd.), wiele herbów korporacyjnych używanych jest też współcześnie. W niektórych krajach, np. w Wielkiej Brytanii również i dziś urzędy heroldów nadają i kontrolują używanie herbów korporacyjnych, tworzonych współcześnie zgodnie z zasadami heraldyki dla koncernów, różnych firm, związków zawodowych, sportowych, organizacji społecznych i stowarzyszeń.

### Herb kościelny
Herb należący do duchowieństwa jest najbardziej sformalizowany w Kościele katolickim, gdzie większość biskupów, w tym papież, ma osobisty herb.

### Herb fantazyjny
Herby fikcyjne są przypisane do osób fizycznych lub prawnych, których egzystencja poprzedza narodziny heraldyki lub fikcyjnych postaci i symboli parzystych niestandardowych. Heraldyka, będąc językiem symbolicznym, może być używana do reprezentowania istot lub pojęć przed jej stworzeniem. Fakt, że artyści symbolicznie przedstawiali postacie z wyimaginowaną bronią, nie oznacza, że wierzyli, że te postacie faktycznie je nosiły.

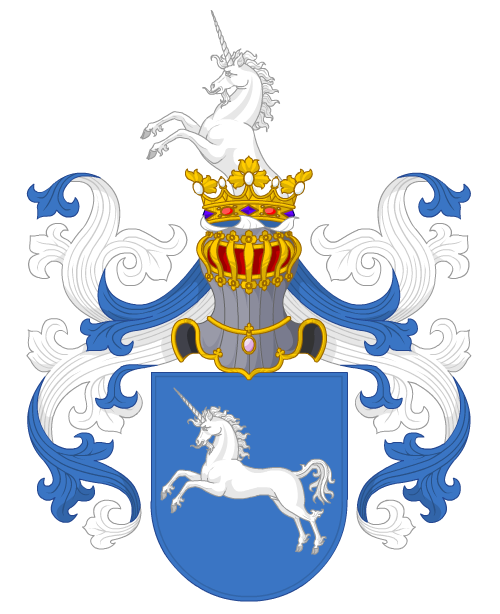
Herb Bończa jako herb szlachecki.
Herb rodziny Dewandre, jako herb mieszczański.
Herb Harvarda jako herb korporacji.
Herb Budapesztu jako herb miejski.
Herb Malty jako herb narodowy.
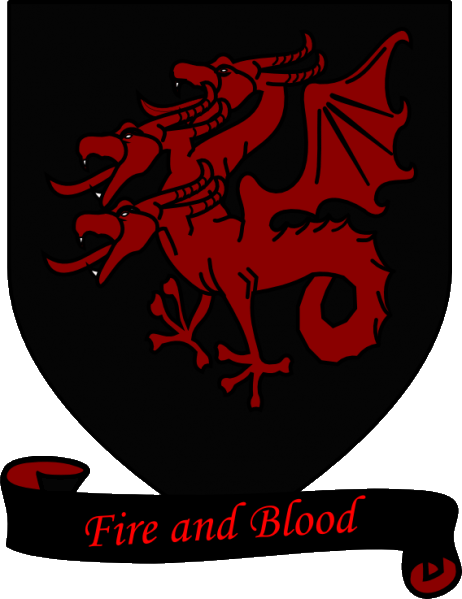
Herb Targaryenów jako herb fantazyjny.
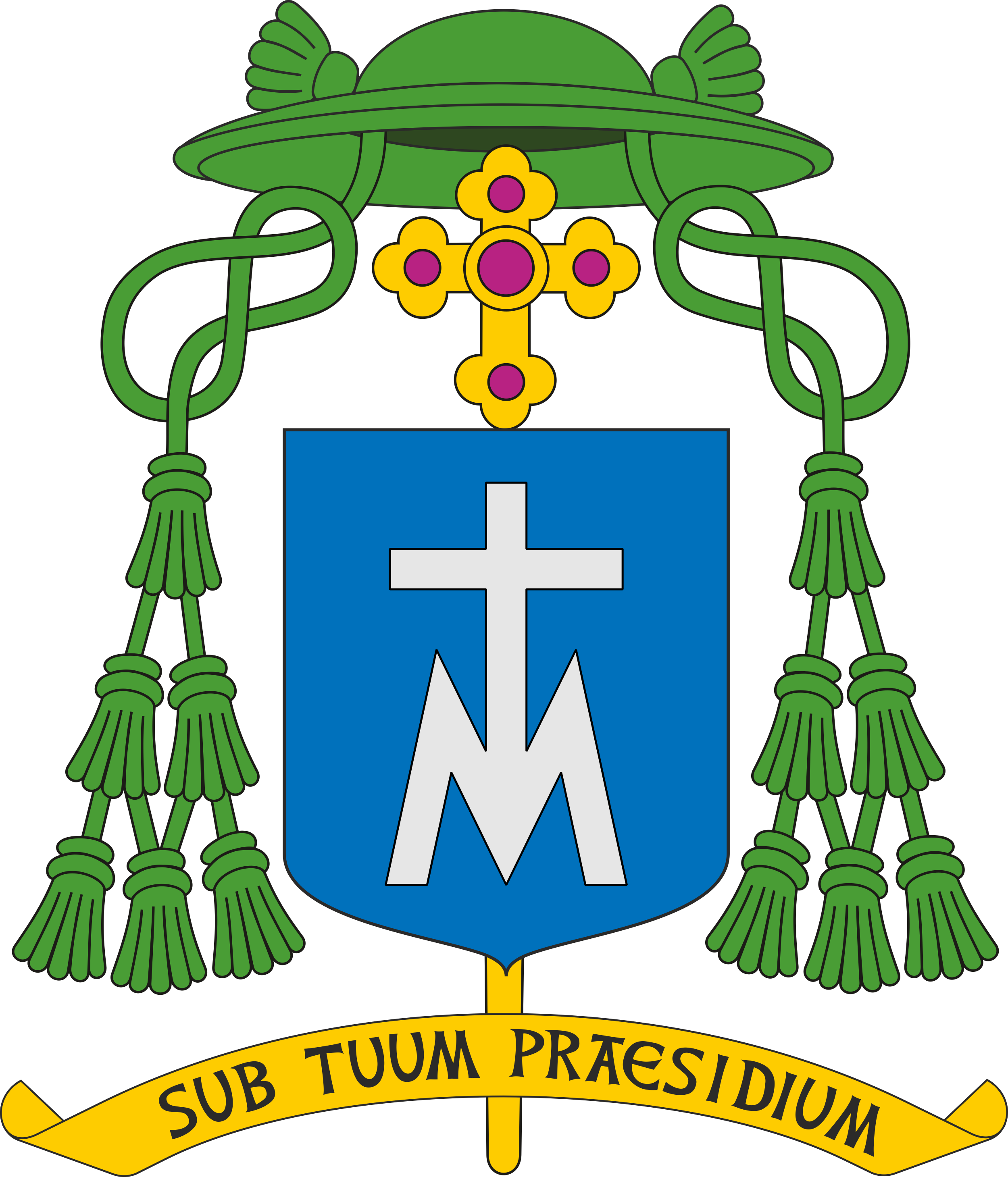
Herb biskupa Romualda Kamińskiego jako herb kościelny.
Monogram Abdülhamida II jako Tugra.

## Tynktury
Dawniej herby cechowały się posiadaniem tzw. tynktur, czyli heraldycznego wzoru związanego z barwą heraldyczną. W heraldyce od XII wieku stosowano pięć kolorów: niebieski, czerwony, zielony, purpurowy i czarny oraz dwa metale: złoto i srebro. Tynkturami były również futra: gronostaje i popielice.